# 楊璿 (正統進士)
楊璿（1416年—1474年），字叔璣，直隸常州府無錫縣人，明朝政治人物。

## 生平
正統三年（1438年）戊午科應天府鄉試第四十一名，正統四年（1439年）聯捷己未科二甲第二十二名進士。歷山西參政、河南陝西布政使，成化四年（1468年）陞戶部右侍郎，不久改右副都御史，巡撫河南，成化十年（1474年）卒于官，年五十九。

## 著作
有《楊宜閒文集》傳世。

## 家族
曾祖楊廣。祖父楊原振。父楊宗源。